# Bry-sur-Marne
Bry-sur-Marne es una comuna francesa situada en el  departamento de Valle del Marne, de la región de Isla de Francia.
Los habitantes se llaman Bryards y Bryardes.

## Geografía
Está ubicada a orillas del río Marne, a 12 km al este de París.

## Demografía
| 425 | 417 | 414 | 358 | 379 | 378 | 362 | 387 | 412 | 411 | 703 | 845 | 917 | 972 | 1 050 | 1 330 | 1 437 | 1 699 | 2 125 | 2 733 | 2 949 | 3 468 | 4 417 | 5 166 | 5 182 | 5 100 | 6 660 | 9 046 | 11 672 | 12 270 | 12 168 | 13 826 | 15 000 | 15 183 | 16 594 |
| Para los censos de 1962 a 1999 la población legal corresponde a la población sin duplicidades (Fuente: INSEE [Consultar]) |     |     |     |     |     |     |     |     |     |     |     |     |     |       |       |       |       |       |       |       |       |       |       |       |       |       |       |        |        |        |        |        |        |        |

## Transportes
Arcueil es servido por una estación en la línea A del RER de la región parisina.

## Personas relacionadas
- Étienne de Silhouette
- Louis Daguerre
- Michel Simon